# Nagata Tetsuzan
Nagata Tetsuzan (永田 鉄山 Vĩnh Điền Thiết Sơn), sinh ngày 14 tháng 1 năm 1884 mất ngày 12 tháng 8 năm 1935, là một vị tướng trong Lục quân Đế quốc Nhật Bản, nổi tiếng sau Sự kiện Aizawa năm 1935.

## Tiểu sử
Nagata sinh ra ở thành phố Suwa quận Nagano. Ông tốt nghiệp Trường Sĩ quan Lục quân (Đế quốc Nhật Bản) tháng 10 năm 1904 và trường Đại học Lục quân (Đế quốc Nhật Bản) tháng 11 năm 1911. Trước thế chiến thứ 1, ông là Quan sát viên Quân sự của Nhật Bản tại các nước châu Âu như Đan Mạch, Thụy Điển, Thụy Sĩ và nước Đức.

### Sách
- Sims, Richard (2001). Japanese Political History Since the Meiji Renovation 1868-2000. Palgrave: Macmillan. ISBN 0312239157.